# Prosena dimidiata
Prosena dimidiata är en tvåvingeart som beskrevs av Charles Howard Curran 1938. Prosena dimidiata ingår i släktet Prosena och familjen parasitflugor. Inga underarter finns listade i Catalogue of Life.